# أمر واقع (مسلسل)
أمر واقع مسلسل دراما تلفزيوني مصري.

## القصة
يجسد كريم فهمي خلال الأحداث شخصية ضابط يتصدى لظاهرة الإرهاب، التي انتشرت في مصر خلال الآونة الأخيرة، إذ تنطلق الحلقات الأولى بحادث إرهابي يستهدف السفير الأوغندي بالقاهرة. وتذيع قناة عربية نبأ الاغتيال قبل حدوثه بثلاثة أيام، مما يدفع المتحدث الرسمي باسم وزارة الخارجية المصرية لنفي الخبر، وينشر السفير الأوغندي مقطعا مصورا له لدحض هذه الشائعة التي لاقت رواجا واسعا.ويتخذ الإرهابيين من أحد الكافيهات مكانا لتنفيذ عملية الاغتيال، مستغلين مرور موكب السفير من الشارع المطل على الكافيه، وتتوالى الأحداث.وتقوم دينا فؤاد بدور إعلامية كبيرة، تعرض ما يتعرض له الوطن من أحداث إرهابية من تفاصيل وما إلى ذلك..

## طاقم العمل
- كريم فهمي:حمزة
- نجلاء بدر:داليا
- ريم مصطفى:فرح
- أحمد وفيق: المقدم عمر رمضان
- ملك قورة:خديجة هدايت
- نهى عابدين:سلمى أخت حمزة
- لطفي لبيب:والد حمزة وسلمى
- محسن منصور: فهمي السوهاجي
- محمد سليمان:زياد
- ياسر علي ماهر:لواء إبراهيم
- محمد مهران:الأخرس
- عزة بهاء:أم جومانة
- صبري عبد المنعم:والد عمر
- عايدة فهمي:أم عمر
- جيهان أنور:علياء أخت عمر
- سالي القاضي:المذيعة جيهان لطفي
- نور محمود:أمين
- عمر عبد الحليم:محمود
- فتحي سالم
- حكيم المصري
- وداد عبد المنعم
- مصطفى يوسف
- تامر الكاشف
- هاني إبراهيم
- أمينة مغربي:جيسي
- سمر متولي
- أحمد بدير:لواء سامح بالداخلية
- محمد الصاوي:عم صلاح
- نيكولا معوض:نضال سفر
- إيناس كامل:عبير الشامي
- محمود البزاوي:رياض
- محمد عادل:سامح الصراف
- أحمد فتحي: أحمد سعيد
- نبيل الحلفاوي:أحمد هدايت
- دينا فؤاد:جومانة شرف
- خالد بكير: خالد نجم
- فاطمة ناصر: سميرة
- هالة مرزوق

## هوامش
- كان العمل يحمل اسماً مؤقتاً هو (لآخر نفس)، لكن تقرر تغييره ليصبح (أمر واقع).
- كان من المفترض أن يتولى إخراج المسلسل المخرج التونسي مجدي السميري، إلا إنه وبسبب ظروف اضطرته لمغادرة مصر لفترة تولى الإخراج مؤقتاً مساعد المخرج محمد أسامة، إلا إن ظروف السميري استمرت فتولى أسامة مهمة إخراج المسلسل مخرجاً رسمياً له.

## وصلات خارجية
- صفحة مسلسل أمر واقع على موقع السينما.كوم
- مسلسل أمر واقع على اليوتيوب